# Repräsentantenhaus von Michigan
Das Repräsentantenhaus von Michigan (Michigan House of Representatives) ist das Unterhaus der Michigan Legislature, der Legislative des US-Bundesstaates Michigan.
Die Parlamentskammer setzt sich aus 110 Abgeordneten zusammen, die jeweils einen Wahldistrikt repräsentieren. Jede dieser festgelegten Einheiten umfasst eine Zahl zwischen 77.000 und 91.000 Einwohnern. Die Abgeordneten werden in geraden Jahren gewählt und das jeweils für eine zweijährige Amtszeit. Es existiert eine Beschränkung der Amtszeit auf drei Amtsperioden (sechs Jahre). Der Sitzungssaal des Repräsentantenhauses befindet sich gemeinsam mit dem Staatssenat im Michigan State Capitol in der Hauptstadt Lansing.

## Struktur der Kammer
Vorsitzender des Repräsentantenhauses ist der Speaker of the House. Er wird zunächst von der Mehrheitsfraktion der Kammer gewählt, ehe die Bestätigung durch das gesamte Parlament folgt. Der Speaker ist auch für den Ablauf der Gesetzgebung verantwortlich und überwacht die Abstellungen in die verschiedenen Ausschüsse. 
Weitere wichtige Amtsinhaber sind der Mehrheitsführer (Majority leader) und der Oppositionsführer (Minority leader), die von den jeweiligen Fraktionen gewählt werden.

## Zusammensetzung nach der Wahl im Jahr 2020
| Partei   | Partei                 | Abgeordnete |
| -------- | ---------------------- | ----------- |
|          | Republikanische Partei | 58          |
|          | Demokratische Partei   | 52          |
| Summe    | Summe                  | 110         |
| Mehrheit | Mehrheit               | 56          |

### Wichtige Mitglieder
| Position                            | Name           | Partei       |
| ----------------------------------- | -------------- | ------------ |
| Speaker                             | Jase Bolger    | Republikaner |
| Speaker pro tempore                 | John J. Walsh  | Republikaner |
| Mehrheitsführer / Majority Leader   | Jim Stamas     | Republikaner |
| Oppositionsführer / Minority Leader | Richard Hammel | Demokrat     |